# Giuseppe Giunta
Giuseppe Giunta (Catania, 12 de enero de 1973) es un deportista italiano que compitió en lucha grecorromana.
Ganó una medalla de bronce en el Campeonato Europeo de Lucha de 1999, en la categoría de 130 kg. Participó en dos Juegos Olímpicos de Verano, en los años 1996 y 2000, ocupando el séptimo lugar en Sídney 2000.

## Palmarés internacional
| Campeonato Europeo | Campeonato Europeo | Campeonato Europeo | Campeonato Europeo |
| Año                | Lugar              | Medalla            | Categoría          |
| ------------------ | ------------------ | ------------------ | ------------------ |
| 1999               | Sofía (Bulgaria)   | Medalla de bronce  | 130 kg             |